# 和田木神社
和田木神社（わだきじんじゃ）は、静岡県熱海市下多賀（和田木）にある神社。
網代温泉の中心的な地区である和田木地区の神社である。

## 概要
和田木地区の南東の山の中腹に所在する神社であり、祭神には三嶋大社や大山阿夫利神社などと同じ大山祇命が祀られている。
近隣の多賀神社、下多賀神社、阿治古神社などで行われている「鹿島踊り」は行われていないが、代わりに「獅子神楽」が行われ、市の指定無形民俗文化財となっている。
10月20日〜21日の例大祭は、隣接する小山地区の神明宮（祭神・天照皇大神）の例大祭と一部合同で（大縄公園などで）行われる。

## 祭神
- 大山祇命

## 境内

### 境内社
- 湯宝神社 - 網代温泉の守り神として、1973年（昭和48年）頃に建立[4]。例祭は7月14日で、和田木神社の天王祭と同日[4]。

## 文化財
- 和田木神社 獅子神楽（市指定無形民俗文化財）

## 祭事
- 天王祭（7月13日〜14日） - 元来は（住所上、同じ下多賀地区に包含される）中野地区の津島神社（祭神・素戔嗚（牛頭天王））の例大祭だったものを、同じ下多賀地区として、また熱海市内の他地区の7月の夏祭りと連動する格好で行うようになった[4][5]。
- 例大祭（10月20日〜21日） - 宵宮祭と本祭[1][2][3]。

## アクセス
- 東海バス : バス停「網代温泉」から南方の坂を上がる。

（網代駅方面から上がっていくルートと、網代漁港方面から上がっていくルートの2つがある。）